# Чемпионат Европы по лёгкой атлетике 2014 — бег на 5000 метров (женщины)
Соревнования по бегу на 5000 метров у женщин на чемпионате Европы по лёгкой атлетике в Цюрихе прошли 16 августа 2014 года на стадионе «Летцигрунд».

## Рекорды
До начала соревнований действующими были следующие рекорды.
| Мировой рекорд                   | Тирунеш Дибаба (Эфиопия)    | 14.11,15 | Осло, Норвегия     | 6 июня 2008    |
| Рекорд Европы                    | Лилия Шобухова (Россия)     | 14.23,75 | Казань, Россия     | 19 июля 2008   |
| Рекорд чемпионатов Европы        | Эльван Абейлегессе (Турция) | 14.54,44 | Барселона, Испания | 1 августа 2010 |
| Лучший результат сезона в мире   | Гензебе Дибаба (Эфиопия)    | 14.28,88 | Фонвьей, Монако    | 18 июля 2014   |
| Лучший результат сезона в Европе | Сифан Хассан (Нидерланды)   | 14.59,23 | Пало-Альто, США    | 4 мая 2014     |

## Расписание
| Дата            | Время | Раунд соревнований |
| --------------- | ----- | ------------------ |
| 16 августа 2014 | 17:35 | Финал              |

Время местное (UTC+2)

## Медалисты

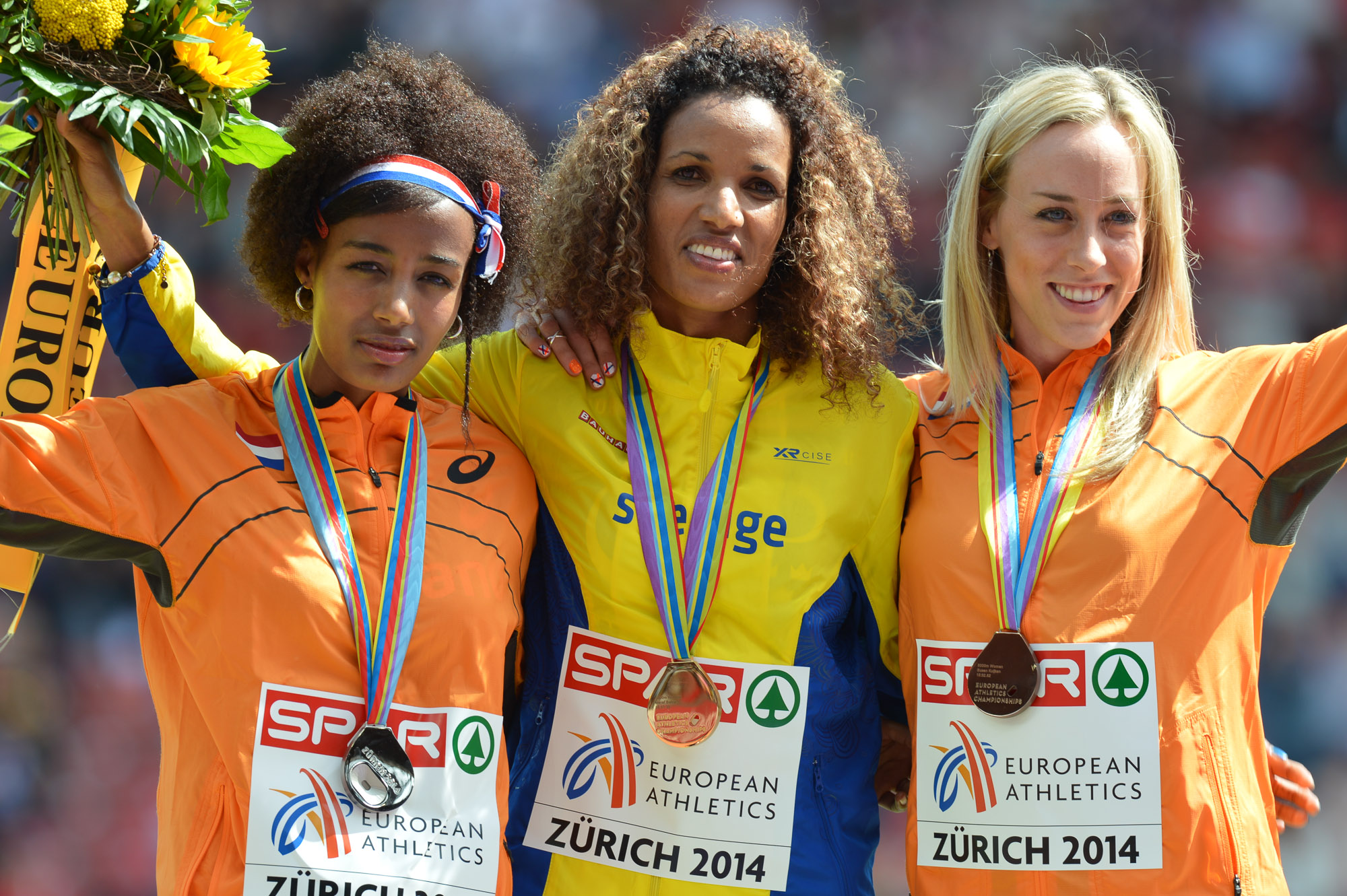
Пьедестал почёта (слева направо): Хассан, Бахта, Кёйкен

| Золото             | Серебро                 | Бронза                  |
| Мераф Бахта Швеция | Сифан Хассан Нидерланды | Сюзан Кёйкен Нидерланды |

## Результаты
Финал в беге на 5000 метров у женщин состоялся 16 августа 2014 года (предварительный раунд был отменён из-за небольшого числа участниц). На дорожке в одном забеге сошлись две спортсменки, уже ставшие в Цюрихе чемпионками Европы: Сифан Хассан из Нидерландов, днём ранее выигравшая бег на 1500 метров, и британка Джоанн Пейви, первенствовавшая на более длинной 10-километровой дистанции. Большую часть забега участницы держались в общей группе при невысоком темпе бега. Первой за 800 метров до финиша увеличила скорость голландка Сюзан Кёйкен, вышедшая вперёд. На последнем круге на месте лидера её сменила урождённая эритрейка Мераф Бахта, выступающая за Швецию, а подтянувшиеся Хассан и россиянка Елена Коробкина дополнили квартет претендентов на медали. В упорном противостоянии с Хассан на финишной прямой золото выиграла более свежая Бахта, а бронзу — Кёйкен, опередившая Коробкину на считанные доли секунды.

Обозначения: WR — Мировой рекорд | ER — Рекорд Европы | CR — Рекорд чемпионатов Европы | NR — Национальный рекорд | NUR — Национальный рекорд среди молодёжи | EL — Лучший результат сезона в Европе | PB — Личный рекорд | SB — Лучший результат в сезоне | DNS — Не стартовал | DNF — Не финишировал | DQ — Дисквалифицирован

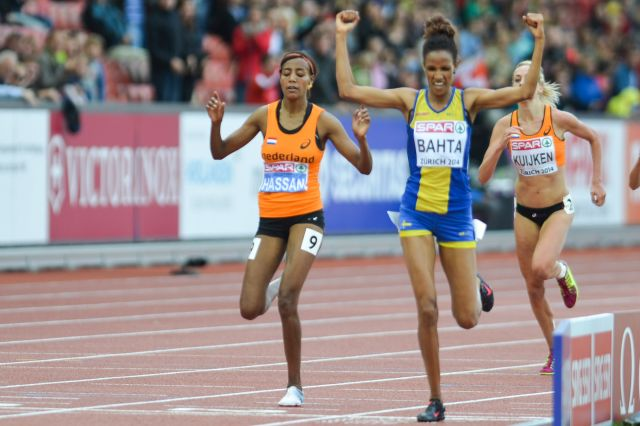
Финишные метры. Мераф Бахта (справа) вырывает победу у Сифан Хассан

| Место | Атлет             | Гражданство    | Результат | Примечания |
| ----- | ----------------- | -------------- | --------- | ---------- |
| 1     | Мераф Бахта       | Швеция         | 15:31.39  |            |
| 2     | Сифан Хассан      | Нидерланды     | 15:31.79  |            |
| 3     | Сюзан Кёйкен      | Нидерланды     | 15:32.82  |            |
| 4     | Елена Коробкина   | Россия         | 15:32.89  |            |
| 5     | Нурия Фернандес   | Испания        | 15:35.59  |            |
| 6     | Сара Морейра      | Португалия     | 15:38.13  |            |
| 7     | Джоанн Пейви      | Великобритания | 15:38.41  |            |
| 8     | Джулия Виола      | Италия         | 15:38.76  | PB         |
| 9     | Эмелия Горецка    | Великобритания | 15:42.98  |            |
| 10    | Дженнифер Вент    | Австрия        | 15:47.61  |            |
| 11    | Рената Плис       | Польша         | 15:48.58  |            |
| 12    | Каролина Гровдаль | Норвегия       | 15:52.78  |            |
| 13    | Кристийна Мяки    | Чехия          | 15:57.13  |            |
| 14    | Марен Кок         | Германия       | 16:04.60  |            |
| 15    | Паула Гонсалес    | Испания        | 16:24.58  |            |
| 16 !  | Соня Роман        | Словения       | DNF       |            |
| 17 !  | Гамзе Булут       | Турция         | 15:44.73  | DQ [a]     |

a  Результат турецкой бегуньи Гамзе Булут был аннулирован из-за допинговой дисквалификации. В 2017 году на основании показателей биологического паспорта все результаты спортсменки с 20 июля 2011 года были признаны недействительными.